# Лаврова, Ольга Александровна
О́льга Алекса́ндровна Лавро́ва (20 июля 1932 года — 8 ноября 2006 года) — советский и российский сценарист, драматург, писатель и публицист. Вместе с мужем Александром Лавровым известна как один из авторов сценариев для серий популярного в СССР телесериала «Следствие ведут ЗнаТоКи».

## Биография
Окончила редакторский факультет Полиграфического института в 1956 году.
С 1960-х годов Ольга Александровна вместе с мужем участвует в создании документальных фильмов о деятельности милиции «Петровка 38» и «Особо опасен» и в написании публицистических произведений в духе социалистического воспитания. Книга «Молодёжный оперативный» рассказывает о важности работы комсомольских дружин по охране общественного порядка, брошюра «ЧП — дармоед!» о борьбе с тунеядством, а книги «Чтобы не совершилось преступление», «Товарищ ребёнок», «Воспитание чувств» и «Вы, ваш ребёнок и мир вокруг» были адресованы родителям в помощь по воспитанию детей. В 1965 году выходит первый художественный сборник рассказов «Солдаты в синих шинелях». Муж Ольги Александровны, Александр Сергеевич Лавров, много лет проработал в следственном управлении МВД СССР. В супружеском литературном тандеме он выполнял роль генератора детективных идей, часто связанных с реальными уголовными делами из практики, а Ольга Александровна, пользуясь своим редакторским образованием, литературно оформляла намеченные сюжеты.
Похоронена в Москве на Востряковском кладбище.

## Сочинения
Все произведения в соавторстве с Александром Лавровым

### Публицистика
- 1961 — «Молодёжный оперативный», «ЧП — дармоед!»
- 1962 — «Чтобы не совершилось преступление», «Случается дело», «Товарищ ребёнок»
- 1963 — «Дать по лапе!»
- 1964 — «Особо опасен»
- 1967 — «Воспитание чувств»
- 1970 — «Вы, ваш ребёнок и мир вокруг»
- 1983 — «Хроника уголовного дела»

### Проза
- 1965 — «Солдаты в синих шинелях. Рассказы о следователе Стрепетове и его товарищах.» (Сборник рассказов: «Зелёное одеяльце», «Личный сыск», «Dura Lex, sed Lex», «Цена истины»)[2].
- 1974 — «Следствие ведут ЗНАТОКИ», дела № 1 — 6
- 1976 — «Следствие ведут ЗНАТОКИ», Выпуск 2, дела № 7 — 10
- 1985 — «Следствие ведут ЗНАТОКИ», Выпуск 3, дела № 11 — 15
- 1989 — «Следствие ведут ЗНАТОКИ», Выпуск 4, дела № 16 — 21
- 2002 — «Знатоки возвращаются. Третейский судья (Десять лет спустя)» (Дела № 19 — 23)
- 2003 — «Знатоки возвращаются. Пуд золота» (Дело № 24)

### Драматургия
- 1985 — «Бермудский Треугольник», Оперетта в двух действиях.

## Экранизации произведений (авторы сценария)
- 1969 — «Солдаты в синих шинелях»
- 1970 — «Следователь по особо важным делам»[3]
- 1971 — Следствие ведут ЗнаТоКи. Чёрный маклер, Следствие ведут ЗнаТоКи. Ваше подлинное имя, Следствие ведут ЗнаТоКи. С поличным, Следствие ведут ЗнаТоКи. Повинную голову…
- 1972 — Следствие ведут ЗнаТоКи. Динозавр, Следствие ведут ЗнаТоКи. Шантаж, Следствие ведут ЗнаТоКи. Несчастный случай
- 1973 — Следствие ведут ЗнаТоКи. Побег, Следствие ведут ЗнаТоКи. Свидетель
- 1975 — Следствие ведут ЗнаТоКи. Ответный удар
- 1977 — Следствие ведут ЗнаТоКи. Любой ценой
- 1978 — Следствие ведут ЗнаТоКи. «Букет» на приёме, Следствие ведут ЗнаТоКи. До третьего выстрела
- 1979 — Следствие ведут ЗнаТоКи. Подпасок с огурцом
- 1980 — Следствие ведут ЗнаТоКи. Ушёл и не вернулся
- 1981 — Следствие ведут ЗнаТоКи. Из жизни фруктов
- 1982 — Следствие ведут ЗнаТоКи. Он где-то здесь
- 1983 — Из жизни начальника уголовного розыска
- 1985 — Следствие ведут ЗнаТоКи. Полуденный вор, Следствие ведут ЗнаТоКи. Пожар
- 1987 — Следствие ведут ЗнаТоКи. Бумеранг
- 1988 — Следствие ведут ЗнаТоКи. Без ножа и кастета
- 1989 — Следствие ведут ЗнаТоКи. Мафия
- 2002 — Следствие ведут ЗнаТоКи. Третейский судья
- 2003 — Следствие ведут ЗнаТоКи. Пуд золота